# Robinzon Díaz
Robinzon Díaz Henríquez (nacido el 19 de septiembre de 1983 en Monte Plata) es un receptor dominicano de Grandes Ligas que se encuentra en la organización de los Angelinos de Anaheim.

## Carrera
El 23 de abril de 2008, Díaz hizo su debut en Grandes Ligas con los Azulejos de Toronto contra los Rays de Tampa Bay y se fue de 4-0 con un ponche.
El 25 de agosto de 2008, Díaz fue cambiado a los Piratas de Pittsburgh como el jugador a ser nombrado más tarde para completar un canje por José Bautista y fue asignado a AAA con Indios de Indianápolis. Después de pasar varios días en AAA, fue llamado por los Piratas el 2 de septiembre.
Díaz comenzó la temporada en AAA, pero fue llamado nuevamente por los Piratas a finales de abril después de que el cácher titular Ryan Doumit fuera dado de baja por una fractura en la muñeca. Díaz serviría principalmente como respaldo de su compañero Jason Jaramillo y como bateador emergente ocasional. En sus 31 juegos con Pittsburgh, Díaz terminó con un promedio de bateo de .295 y remolcó 18 carreras. Fue enviado de regreso a AAA cuando Doumit regresó de la lesión el 10 de julio.
Fue designado para asignación al final de la temporada 2009, luego liberado el 30 de noviembre del mismo año. El 8 de diciembre de 2009, firmó un contrato con los Tigres de Detroit.
Díaz pasó la temporada 2010 como miembro de Toledo Mud Hens, llevando el #26. Apareció en 71 juegos para los Mud Hens, y bateó .255 con 17 dobles, 2 triples, y 1 jonrón. Se declaró agente libre el 6 de noviembre de 2010. El 18 de enero de 2011, firmó un contrato de ligas menores con los Rangers de Texas.
Díaz firmó un contrato de liga menor con los Angelinos de Anaheim el 23 de diciembre de 2011.
Pertenece a los olmecas de tabasco en la liga Mexicana de baseball  profesional. 
debutando el 17 de mayo de 2016 ante los rojos del aguila de veracruz.
a